# Danganronpa: Unlimited Battle
Danganronpa: Unlimited Battle (japanska: ダンガンロンパ-Unlimited Battle-) är ett actionspel i Danganronpa-serien, utvecklat och utgivet av Spike Chunsoft. Det släpptes i Japan för iOS och Android plattformar i början av 2015 och upphörde med verksamheten senare samma år. Spelets gameplay innebar att använda pekskärmen för att skjuta karaktärerna från spelarens lag, som med biljard, mot fiender i en avgränsad arena-liknande område. Spelet är gratis att spela, och inkluderar in-game valuta köpt genom mikrotransaktioner, använd för att få tillgång till nytt innehåll eller få fördelar i spelet.